# Neunggok (métro de Séoul)
Wonjong (hangeul : 능곡 ; hanja : 陵谷) est une station station de correspondance, entre la ligne Gyeongui-Jungang et la ligne Seohae du métro de Séoul. Elle est située, au 35 Todang-ro, dans l'arrondissement Deogyang-gu de la ville de Goyang, incluse dans la province de Gyeonggi, à l'ouest de Séoul, en Corée du Sud.
Ouverte en 1904 comme gare ferroviaire, elle devient une station de métro de la ligne Gyeongui en 2009 et une station de correspondance en 2023. Elle est desservie, sur des quais différents, par les rames de la ligne Gyeongui-Jungang et celles de la ligne Seohae.

## Situation sur le réseau

Plan du réseau du métro de Séoul (2023)

La station en surface Neunggok est une station de correspondance entre la ligne Gyeongui-Jungang et la ligne Seohae du métro de Séoul qui utilisent les mêmes voies sur cette section : 
sur la ligne Gyeongui-Jungang elle est située entre la station Daegok, en direction du terminus nord Munsan, et la station Haengsin, en direction du terminus est Jipyeong ou Gare de Séoul ;
sur la ligne Seohae, elle est située entre la station Daegok, terminus nord, et la station Aéroport international de Gimpo, en direction du terminus sud Wonsi.

## Histoire

### Gare ferroviaire
Dénommée Pontgon, c'est une gare ferroviaire nationale lorsqu'elle est mise en service le 4 avril 1904 sur la ligne Gyeongui. Elle est fermée, sans-doute, au printemps 2009 pour être déplacée et reconstruite sur la nouvelle ligne électrifiée à deux voies prévue dans le réseau du métro de Séoul..

### Station de métro
Le 1er juillet 2009 la nouvelle station Neunggok de la ligne Gyeongui, est mise en service lors de l'ouverture à l'exploitation de cette ligne transformée en ligne du réseau du métro de Séoull. Le 27 décembre 2014 elle devient une station de la nouvelle ligne Gyeongui-Jungang, créée par la fusion de plusieurs anciennes lignes, dont la ligne Gyeongui.
Neunggok devient une station de correspondance le 1er juillet 2023 lors de l'ouverture à l'exploitation de la section de Sosa à Daegok de la ligne Seohae du réseau du métro de Séoul.

## Services aux voyageurs

### Accès et accueil
Station établie en surface, elle est située 35 Todang-ro, Deogyang-gu, ou elle dispose d'un bâtiment de trois étages, en surplomb des deux voies, avec unique accès, disposés au nord-est des voies. Les installations voyageurs se situent sur l'étage situé au-dessus des voies, on y trouve notamment : la billetterie et des toilettes.

### Desserte
Neunggok, dispose de quatre quais (central) en parallèle numérotés : 1-2, 3-4, 5-6 et 7-8 qui sont desservis par les rames de la ligne Gyeongui-Jungang et de la ligne Seohae. Des portes palières sont installées sur les quais : 2, 4, 5 et 7.

### Quais ligne Gyeongui-Jungang
La ligne ligne Gyeongui-Jungang dessert les quais extérieurs : les quais 1-2 en direction de Jipyeong ou Gare de Séoul et les quais 7-8 en direction de Munsan.

Installations
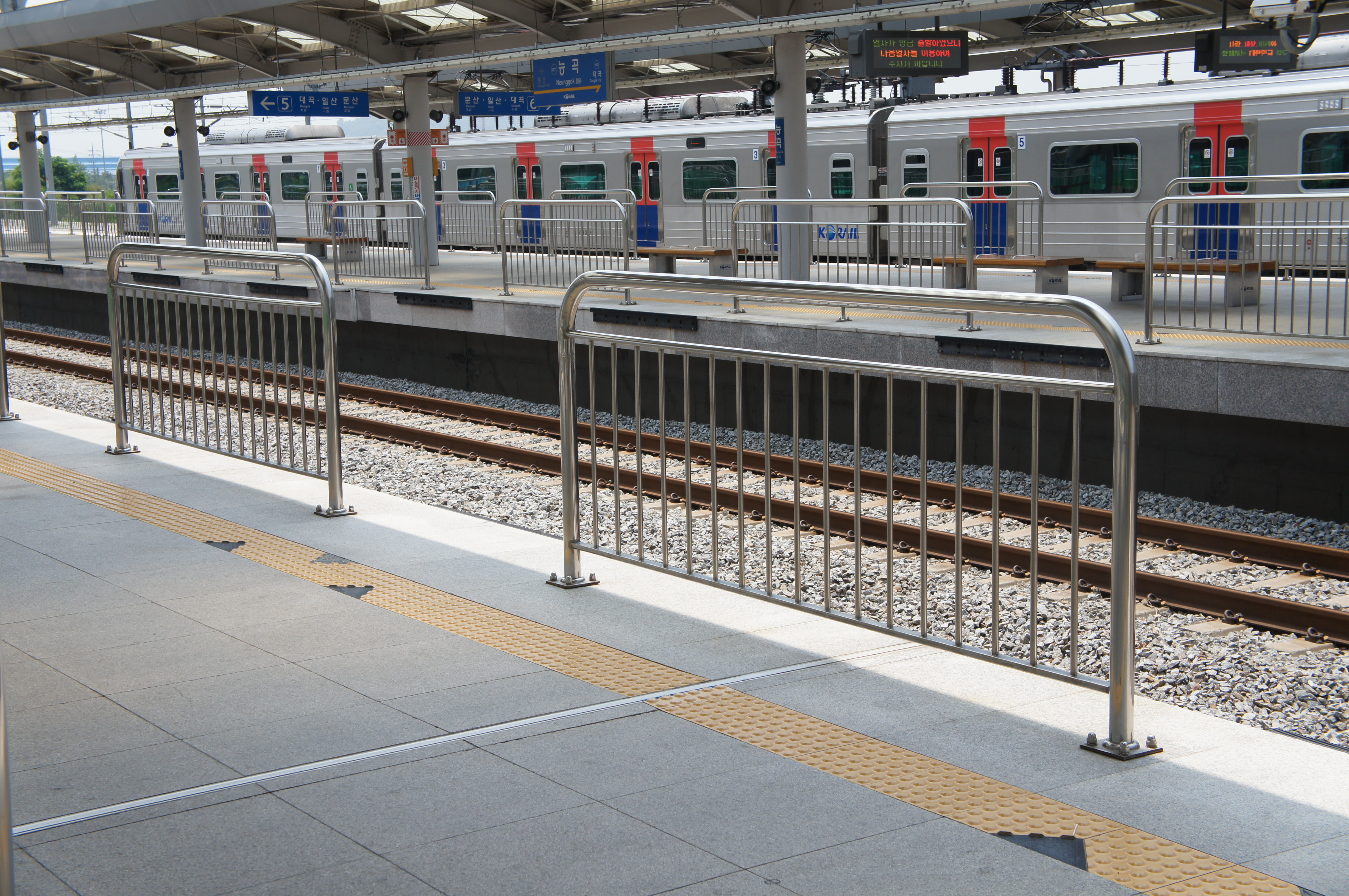
En 2014.
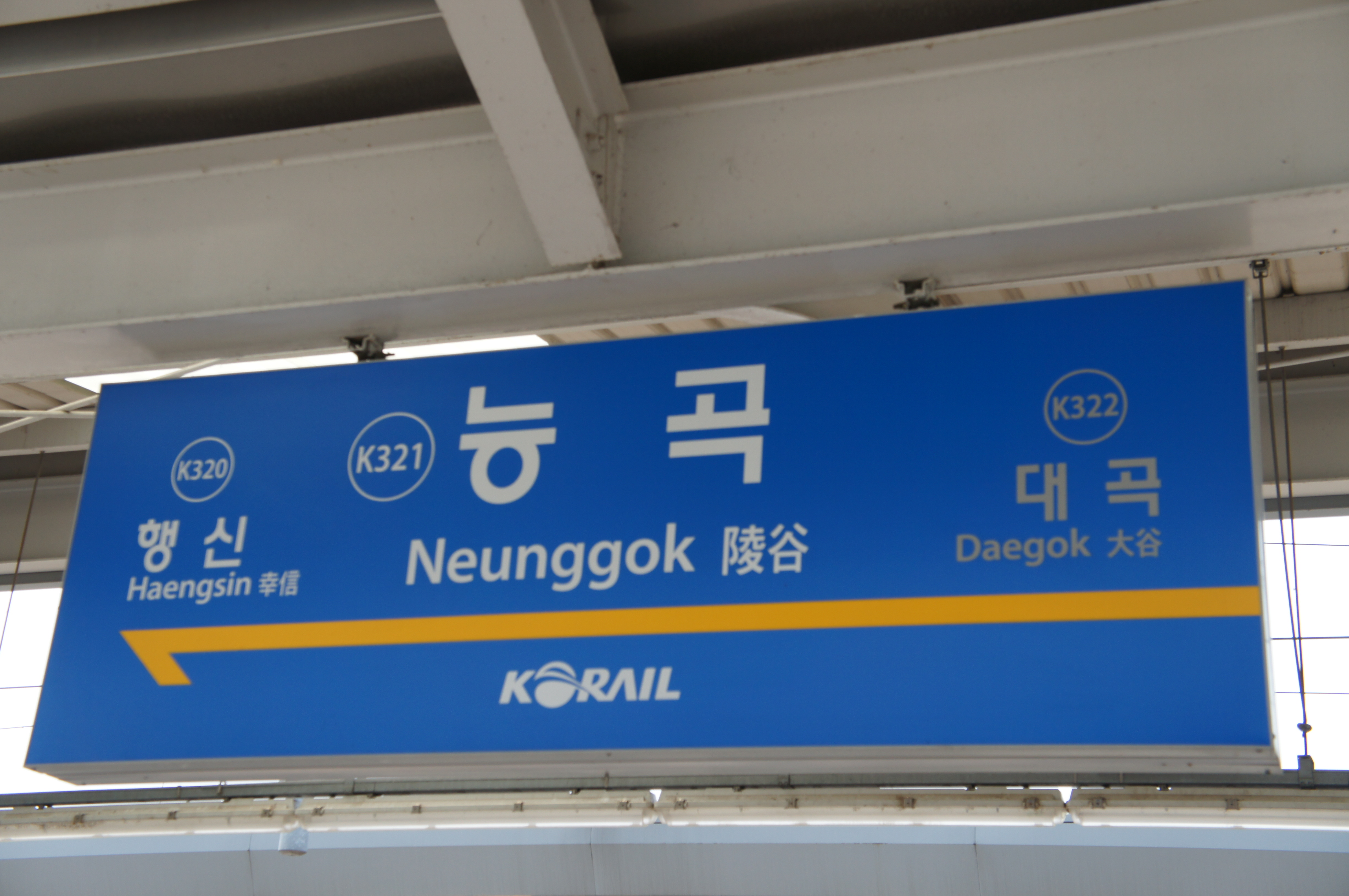
En 2014.
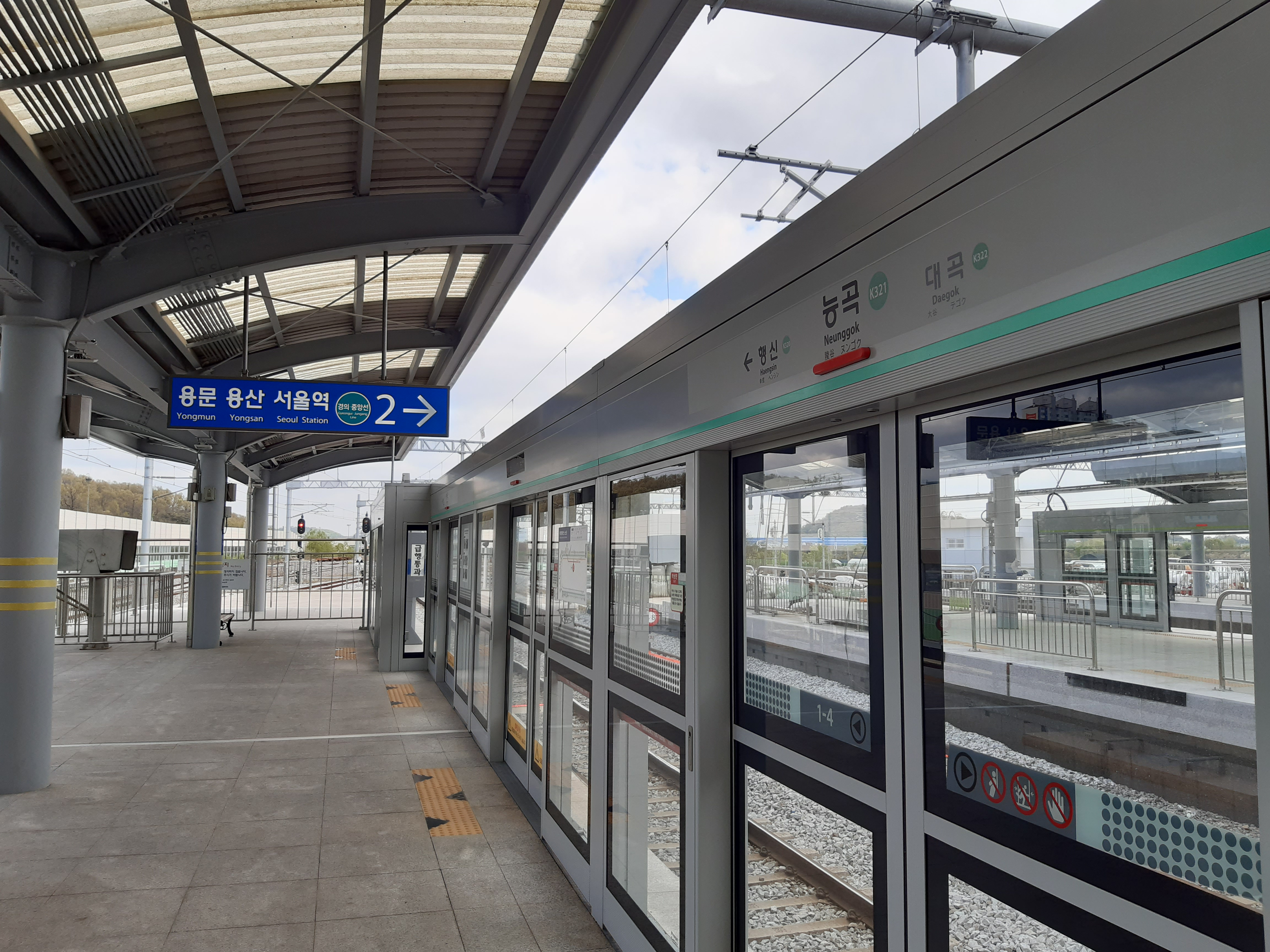
En 2021.

### Quais ligne Seohae
La ligne Seohae dessert les quais centraux : les quais 3-4 en direction de Wonsi et les quais 5-6 en direction de Daegok ou Ilsan.

Installations
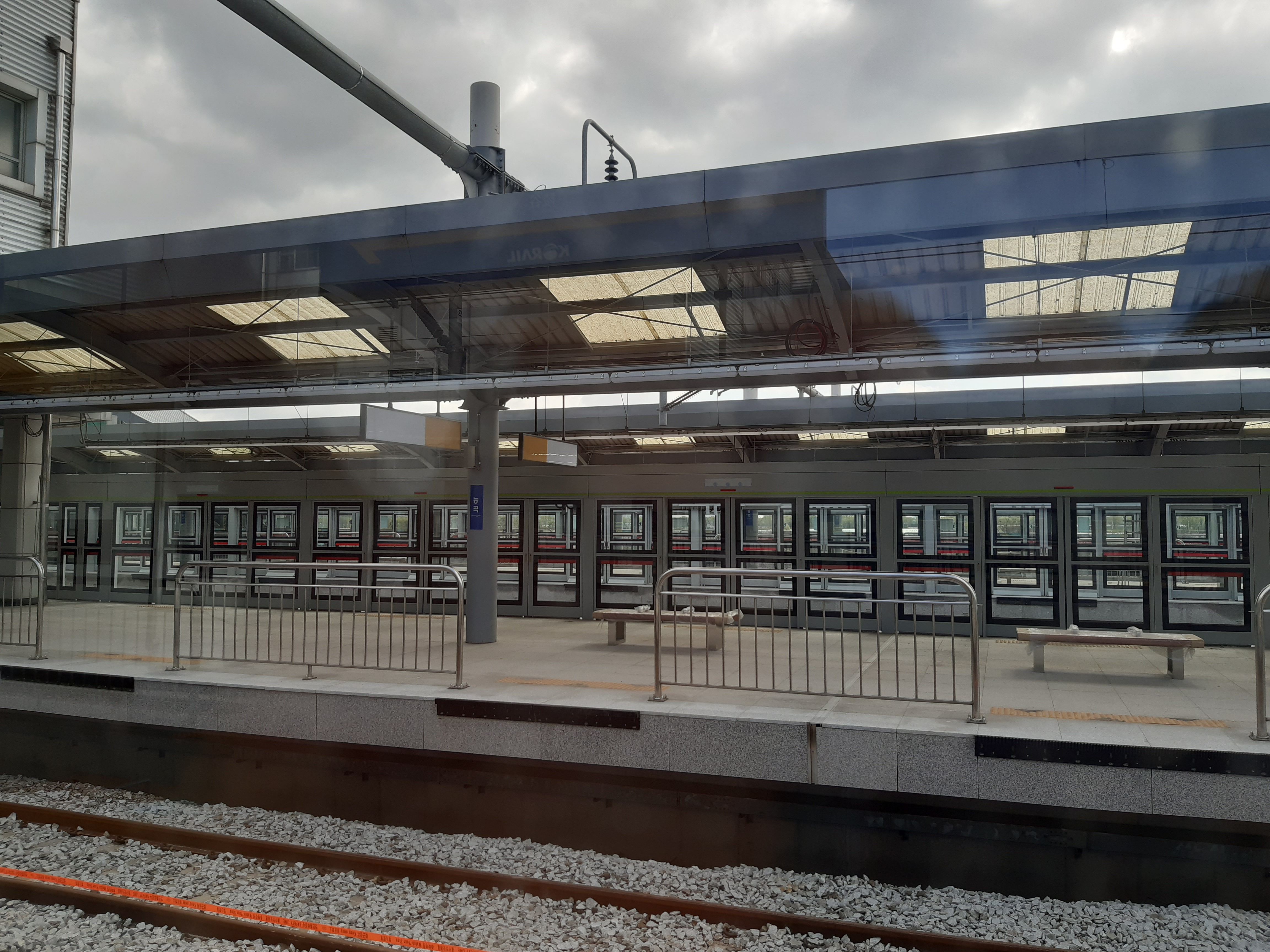
En 2021.
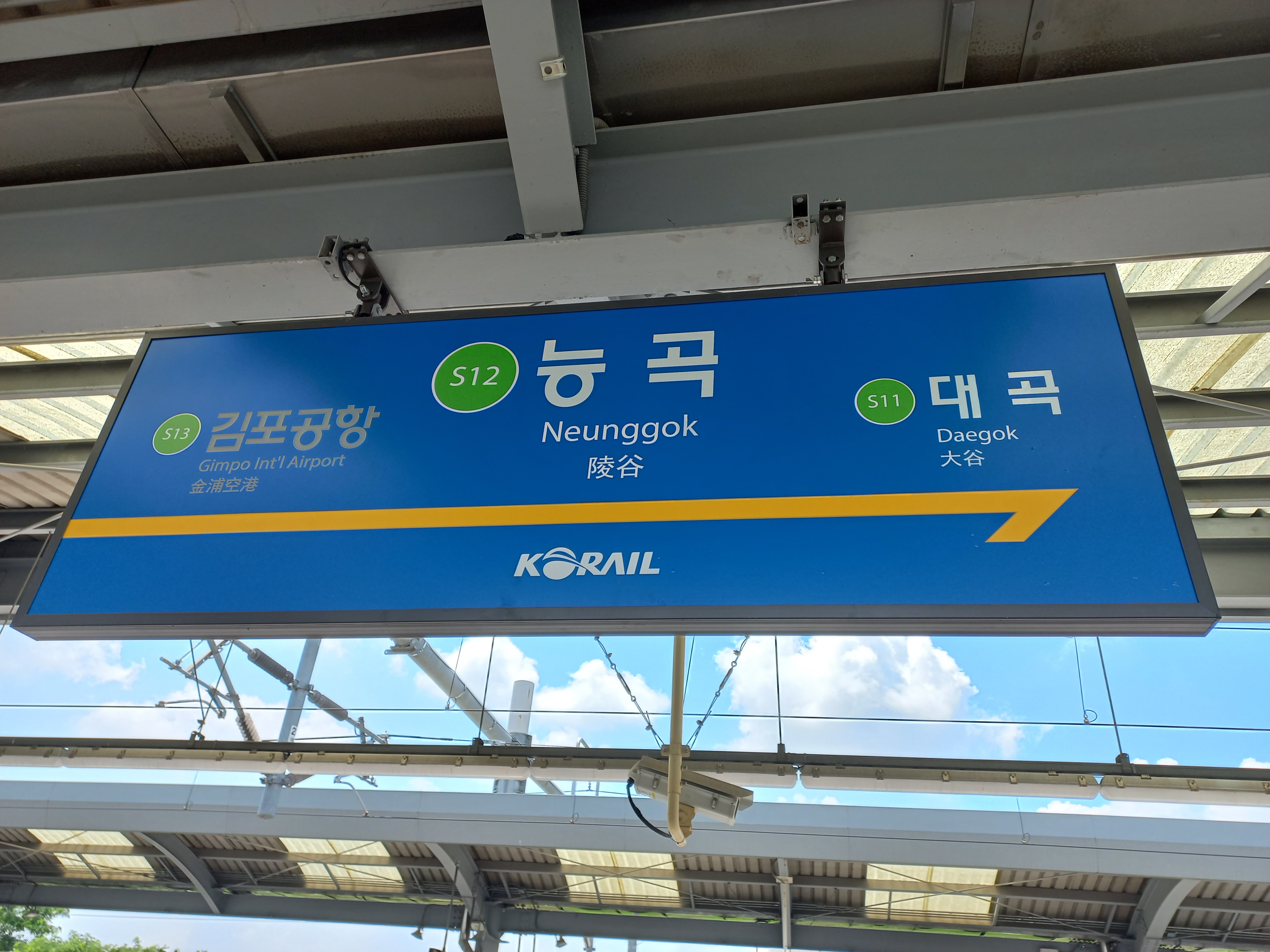
En 2023.
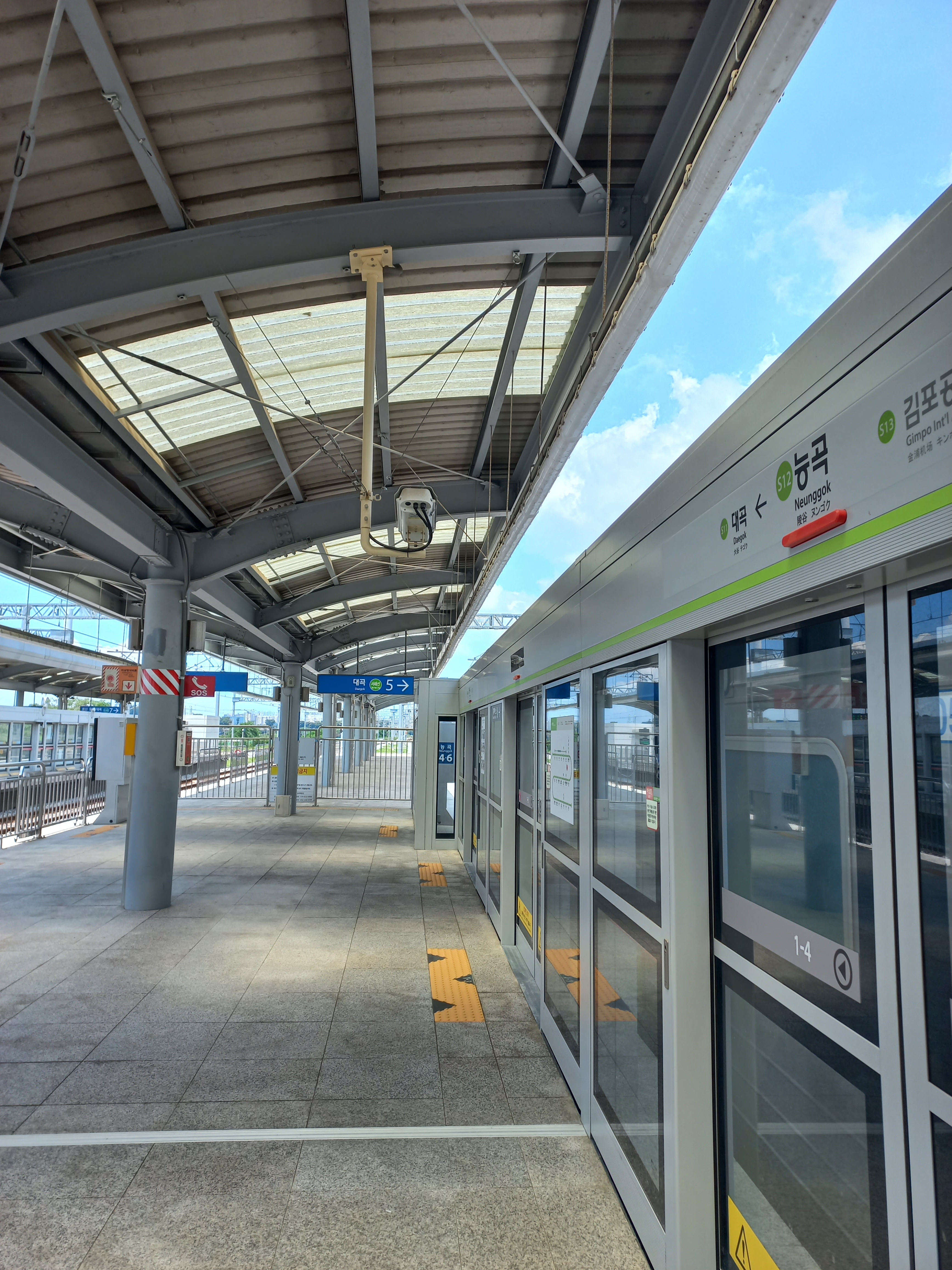
En 2023.

### Intermodalité
Des arrêts sont situés à proximité des accès.